# Ján Krivák
Ján Krivák (ur. 10 listopada 1993 we Vranovie nad Topľou) – słowacki piłkarz, grający na pozycji obrońcy. W sezonie 2021/2022 zawodnik Shkëndiji Tetowo. Jednokrotny reprezentant kraju.

## Kariera klubowa
Ján Krivák zaczynał karierę w drużynie MFK Vranov nad Topľou. Grał tam do 2015 roku, kiedy trafił do austriackiego USV Ferschnitz.
Grał tam do 1 stycznia 2016 roku, kiedy został zawodnikiem FK Železiarne Podbrezová. W tym zespole zadebiutował 27 lutego 2016 roku w meczu przeciwko FK Senica, grając cały mecz. Pierwszą bramkę strzelił 13 sierpnia 2016 roku w meczu przeciwko Zemplinowi Michalovice, wygranym 1:0. Jedynego gola strzelił w 76. minucie. Pierwszą asystę zaliczył 14 kwietnia 2018 roku w meczu przeciwko FK Senica, wygranym 3:1. Asystował przy golu na 2:1 w 73. minucie. Łącznie dla słowackiego klubu zagrał w 77 ligowych spotkaniach, strzelając 2 gole i raz asystując.
24 sierpnia 2018 roku trafił do MFK Karviná. W czeskim zespole zadebiutował 28 września w meczu przeciwko Bohemians 1905, zremisowanym bezbramkowo, grając ostatnie 3 minuty meczu. Łącznie w Czechach zagrał 36 ligowych spotkań.
11 stycznia 2020 roku przeszedł na zasadzie wolnego transferu do Shkëndiji Tetowo. Ján Krivák w tym zespole zadebiutował 16 lutego 2020 roku w meczu z Akademiją Pandev, wygranym 1:2, grając całe spotkanie. Pierwszego gola strzelił 7 listopada 2020 roku w meczu przeciwko Renova Dzepciste, wygranym 1:3. Słowak strzelił gola w 42. minucie, podwyższając na 0:2. W sezonie 2020/2021 został mistrzem kraju ze Shkëndiją. Łącznie w północnomacedońskim zespole zagrał w 43 meczach, w których cztery razy trafił do siatki rywali.

## Kariera reprezentacyjna
Zagrał jeden mecz towarzyski w ojczystej reprezentacji. 12 stycznia 2017 roku zagrał w towarzyskim meczu ze Szwecją, przegranym 6:0. Grał całą drugą połowę.